# Louis de Rohan (1635-1674)
 (juillet 2014).
Pour les articles homonymes, voir Louis de Rohan.
Louis de Rohan-Guémené, dit le « chevalier de Rohan » (1635 – Paris, 27 novembre 1674), issu de la maison de Rohan, est grand veneur de France à 20 ans puis colonel des gardes de Louis XIV, fils de Louis VIII de Rohan-Guémené, troisième duc de Montbazon, et d’Anne de Rohan-Guéméné. Il participa au complot de Latréaumont.

## Biographie
Louis de Rohan participa à la guerre contre l'Espagne de 1654 à 1659 et à la guerre de Hollande en 1672-1673. 
Il eut de nombreuses aventures amoureuses. Compromis dans la fuite de Hortense Mancini du logis conjugal, il dut démissionner de sa charge de grand veneur en 1669. 
Criblé de dettes, il conspira en 1674 avec les Provinces-Unies contre Louis XIV. Avec Gilles du Hamel de Latréaumont (Paris, 1627 – Rouen, 1674), ils voulurent livrer la ville de Quillebeuf aux Néerlandais et créer une république normande indépendante tout en renversant Louis XIV, voire l'assassiner en enlevant le dauphin qui aurait été gardé comme otage. 
Le complot est découvert par Jean Charles du Cauzé de Nazelle, né en 1649, mousquetaire du roi, qui logeait à Picpus dans la pension tenue par « Maître Affinius » (Franciscus van den Enden). Du Cauzé de Nazelle s'étonnait des visites d'un puissant seigneur comme Louis de Rohan dans cette pension de famille des faubourgs de Paris. Il prévint le ministre Louvois le 31 août 1674.
Rohan est arrêté le 11 septembre par les services de Gabriel Nicolas de La Reynie en la personne du major des gardes, Henri-Albert de Cossé-Brissac, à la sortie de la messe du roi au château de Versailles. Latréaumont est tué par le même Brissac, qui était son camarade de régiment, lors de son interpellation à l'hôtel des Uniques, à Rouen. 
Rohan, incarcéré à la Bastille, est condamné pour crime de lèse-majesté. Contrairement à ses comparses, il n'est pas soumis à la question, mais il est décapité le 27 novembre 1674 rue Saint-Antoine, devant l'entrée de la prison, et près de son hôtel particulier (hôtel de Rohan-Guémené) en même temps que le chevalier de Préau et la marquise de Villars. Van den Enden, compromis également pour avoir rédigé la constitution du gouvernement républicain qui aurait succédé au roi, et pour avoir servi d'agent des Néerlandais, est quant à lui pendu, car roturier.

### Sources
- Bibliothèque nationale de France : Procès-criminel du chevalier de Rohan en ligne sur Gallica.
- Revue des deux Mondes : « Une Conspiration républicaine sous Louis XIV » par Alfred Maury, tome 76, 1886.

#### Essais
- Le Prince infortuné (ou le rêve d'une république au temps du Roi-Soleil) par Éliane et Serge Seuran, éd. Point de mire (Clamecy, 58), 2004, 206 p.
- (de) Klaus Malettke, Opposition und Konspiration unter Ludwig XIV. Studien zu Kritik und Widerstand gegen System un Politik des französischen Königs während der ersten Hälfte seiner persönlichen Regierung, Göttingen, Vandenhoeck & Ruprecht, 1976.
- Du Causé de Nazelle, Mémoires du temps de Louis XIV, 1899, Plon, présenté par Ernest Daudet.
- Claude Derblay, L'Affaire du chevalier de Rohan, La nouvelle édition, 1945.
- Pierre Clément, Trois Drames historiques, Didier éditeurs, 1857,  (ISBN 978-0341519133)

#### Fictions
- Cecil Saint-Laurent, Le Cadet de Nazelle, Presses de La Cité, 1960.
- Eugène Sue, Latréaumont, Charles Gosselin, 1838.